# Alexis Grüss
Pour son oncle, voir Alexis Grüss sénior.
Pour les articles homonymes, voir Grüss.
Alexis Grüss, né le 23 avril 1944 à Bart (Doubs) et mort le 6 avril 2024 à Paris, est un artiste et directeur de cirque français.

## Biographie

### Famille
Alexis Grüss est le fils de Théophile dit André (Dédé) Grüss (né le 31 octobre 1919 à Lunéville et mort le 27 décembre 2003 à Paris), artiste de cirque, et de Hélène dite Maud Lautour (née le 3 août 1919 et morte le 3 décembre 2003 à Paris),.
Il épouse le 9 février 1970 Camilla dite Gipsy Bouglione, fille du dompteur Firmin  Bouglione, et elle-même artiste de cirque (fil-de-fériste, jongleuse, etc.). Ils ont quatre enfants : Stephan (né le 8 février 1971), Armand (16 janvier 1974-16 juin 1994), Firmin (né le 18 mars 1980) et Maud (née le 7 mai 1982). 
Stephan Grüss est marié à Nathalie Figuier, et le couple a quatre garçons : Charles et Alexandre (nés le 18 décembre 1993), Louis (né le 18 novembre 1998) et Joseph (né le 7 juin 2004). Firmin Grüss a deux filles : Jeanne, née le 10 septembre 2006, et Célestine, née le 23 octobre 2010. 
Maud Grüss s'est mariée le 8 février 2010 avec Tony Florees. Le couple a deux filles : Gloria, née le 5 juillet 2011 et Venecia, née le 1er juillet 2015.
Alexis Grüss est le cousin d'Arlette Gruss.
|               |               |               |               |               |               |                 |                 |                 |                 |                 |                 |  |  |                  |                  | Théophile (André, Dédé) Grüss 1919-2003 | Théophile (André, Dédé) Grüss 1919-2003 | Théophile (André, Dédé) Grüss 1919-2003 | Théophile (André, Dédé) Grüss 1919-2003 | Théophile (André, Dédé) Grüss 1919-2003 | Théophile (André, Dédé) Grüss 1919-2003 |                        |                        |                        |                        |                  |                  | Hélène Maud Lautour 1919-2003 | Hélène Maud Lautour 1919-2003 | Hélène Maud Lautour 1919-2003 | Hélène Maud Lautour 1919-2003 | Hélène Maud Lautour 1919-2003 | Hélène Maud Lautour 1919-2003 |                         |                         |                         |                         |                 |                 |                 |                 |                 |                 |            |            |              |              |              |              |              |              |              |              |               |               |               |               |               |               |
|               |               |               |               |               |               |                 |                 |                 |                 |                 |                 |  |  |                  |                  | Théophile (André, Dédé) Grüss 1919-2003 | Théophile (André, Dédé) Grüss 1919-2003 | Théophile (André, Dédé) Grüss 1919-2003 | Théophile (André, Dédé) Grüss 1919-2003 | Théophile (André, Dédé) Grüss 1919-2003 | Théophile (André, Dédé) Grüss 1919-2003 |                        |                        |                        |                        |                  |                  | Hélène Maud Lautour 1919-2003 | Hélène Maud Lautour 1919-2003 | Hélène Maud Lautour 1919-2003 | Hélène Maud Lautour 1919-2003 | Hélène Maud Lautour 1919-2003 | Hélène Maud Lautour 1919-2003 |                         |                         |                         |                         |                 |                 |                 |                 |                 |                 |            |            |              |              |              |              |              |              |              |              |               |               |               |               |               |               |
|               |               |               |               |               |               |                 |                 |                 |                 |                 |                 |  |  |                  |                  |                                         |                                         |                                         |                                         |                                         |                                         |                        |                        |                        |                        |                  |                  |                               |                               |                               |                               |                               |                               |                         |                         |                         |                         |                 |                 |                 |                 |                 |                 |            |            |              |              |              |              |              |              |              |              |               |               |               |               |               |               |
|               |               |               |               |               |               |                 |                 |                 |                 |                 |                 |  |  |                  |                  |                                         |                                         |                                         |                                         | Alexis Grüss 1944-2024                  | Alexis Grüss 1944-2024                  | Alexis Grüss 1944-2024 | Alexis Grüss 1944-2024 | Alexis Grüss 1944-2024 | Alexis Grüss 1944-2024 |                  |                  |                               |                               |                               |                               | Camilla Gipsy Bouglione       | Camilla Gipsy Bouglione       | Camilla Gipsy Bouglione | Camilla Gipsy Bouglione | Camilla Gipsy Bouglione | Camilla Gipsy Bouglione |                 |                 |                 |                 |                 |                 |            |            |              |              |              |              |              |              |              |              |               |               |               |               |               |               |
|               |               |               |               |               |               |                 |                 |                 |                 |                 |                 |  |  |                  |                  |                                         |                                         |                                         |                                         | Alexis Grüss 1944-2024                  | Alexis Grüss 1944-2024                  | Alexis Grüss 1944-2024 | Alexis Grüss 1944-2024 | Alexis Grüss 1944-2024 | Alexis Grüss 1944-2024 |                  |                  |                               |                               |                               |                               | Camilla Gipsy Bouglione       | Camilla Gipsy Bouglione       | Camilla Gipsy Bouglione | Camilla Gipsy Bouglione | Camilla Gipsy Bouglione | Camilla Gipsy Bouglione |                 |                 |                 |                 |                 |                 |            |            |              |              |              |              |              |              |              |              |               |               |               |               |               |               |
|               |               |               |               |               |               |                 |                 |                 |                 |                 |                 |  |  |                  |                  |                                         |                                         |                                         |                                         |                                         |                                         |                        |                        |                        |                        |                  |                  |                               |                               |                               |                               |                               |                               |                         |                         |                         |                         |                 |                 |                 |                 |                 |                 |            |            |              |              |              |              |              |              |              |              |               |               |               |               |               |               |
|               |               |               |               |               |               |                 |                 |                 |                 |                 |                 |  |  |                  |                  |                                         |                                         |                                         |                                         |                                         |                                         |                        |                        |                        |                        |                  |                  |                               |                               |                               |                               |                               |                               |                         |                         |                         |                         |                 |                 |                 |                 |                 |                 |            |            |              |              |              |              |              |              |              |              |               |               |               |               |               |               |
|               |               |               |               |               |               | Stephan °1971   | Stephan °1971   | Stephan °1971   | Stephan °1971   | Stephan °1971   | Stephan °1971   |  |  | Nathalie Figuier | Nathalie Figuier | Nathalie Figuier                        | Nathalie Figuier                        | Nathalie Figuier                        | Nathalie Figuier                        |                                         |                                         |                        |                        | Armand 1974-1994       | Armand 1974-1994       | Armand 1974-1994 | Armand 1974-1994 | Armand 1974-1994              | Armand 1974-1994              |                               |                               | Firmin °1980                  | Firmin °1980                  | Firmin °1980            | Firmin °1980            | Firmin °1980            | Firmin °1980            |                 |                 |                 |                 |                 |                 | Maud °1982 | Maud °1982 | Maud °1982   | Maud °1982   | Maud °1982   | Maud °1982   |              |              | Tony Florees | Tony Florees | Tony Florees  | Tony Florees  | Tony Florees  | Tony Florees  |               |               |
|               |               |               |               |               |               | Stephan °1971   | Stephan °1971   | Stephan °1971   | Stephan °1971   | Stephan °1971   | Stephan °1971   |  |  | Nathalie Figuier | Nathalie Figuier | Nathalie Figuier                        | Nathalie Figuier                        | Nathalie Figuier                        | Nathalie Figuier                        |                                         |                                         |                        |                        | Armand 1974-1994       | Armand 1974-1994       | Armand 1974-1994 | Armand 1974-1994 | Armand 1974-1994              | Armand 1974-1994              |                               |                               | Firmin °1980                  | Firmin °1980                  | Firmin °1980            | Firmin °1980            | Firmin °1980            | Firmin °1980            |                 |                 |                 |                 |                 |                 | Maud °1982 | Maud °1982 | Maud °1982   | Maud °1982   | Maud °1982   | Maud °1982   |              |              | Tony Florees | Tony Florees | Tony Florees  | Tony Florees  | Tony Florees  | Tony Florees  |               |               |
|               |               |               |               |               |               |                 |                 |                 |                 |                 |                 |  |  |                  |                  |                                         |                                         |                                         |                                         |                                         |                                         |                        |                        |                        |                        |                  |                  |                               |                               |                               |                               |                               |                               |                         |                         |                         |                         |                 |                 |                 |                 |                 |                 |            |            |              |              |              |              |              |              |              |              |               |               |               |               |               |               |
|               |               |               |               |               |               |                 |                 |                 |                 |                 |                 |  |  |                  |                  |                                         |                                         |                                         |                                         |                                         |                                         |                        |                        |                        |                        |                  |                  |                               |                               |                               |                               |                               |                               |                         |                         |                         |                         |                 |                 |                 |                 |                 |                 |            |            |              |              |              |              |              |              |              |              |               |               |               |               |               |               |
| Charles °1993 | Charles °1993 | Charles °1993 | Charles °1993 | Charles °1993 | Charles °1993 | Alexandre °1993 | Alexandre °1993 | Alexandre °1993 | Alexandre °1993 | Alexandre °1993 | Alexandre °1993 |  |  | Louis °1998      | Louis °1998      | Louis °1998                             | Louis °1998                             | Louis °1998                             | Louis °1998                             |                                         |                                         | Joseph °2004           | Joseph °2004           | Joseph °2004           | Joseph °2004           | Joseph °2004     | Joseph °2004     |                               |                               | Jeanne °2006                  | Jeanne °2006                  | Jeanne °2006                  | Jeanne °2006                  | Jeanne °2006            | Jeanne °2006            |                         |                         | Célestine °2010 | Célestine °2010 | Célestine °2010 | Célestine °2010 | Célestine °2010 | Célestine °2010 |            |            | Gloria °2011 | Gloria °2011 | Gloria °2011 | Gloria °2011 | Gloria °2011 | Gloria °2011 |              |              | Venecia °2015 | Venecia °2015 | Venecia °2015 | Venecia °2015 | Venecia °2015 | Venecia °2015 |

### Formation
Alexis Grüss est un artiste de cirque qui a été formé dès l'âge de sept ans par son père André et son oncle Alexis au cirque familial. Au cours de sa carrière, il s'est essayé à toutes les disciplines des arts du cirque : trapéziste, écuyer voltigeur, clown, musicien.

### Carrière
Directeur de cirque dès l’âge de 27 ans, Alexis Grüss crée sa compagnie en montant un spectacle le 25 mai 1974 dans la cour de l'hôtel Salé (devenu par la suite le musée Picasso) à Paris, afin de fêter le bicentenaire de l’arrivée dans la capitale de Philip Astley, l’inventeur du cirque. Le Cirque à l'ancienne, qui mélange deux traditions, celle des arts équestres et celle des saltimbanques, est accueilli par la comédienne Silvia Monfort, alors directrice du centre culturel du Carré Thorigny, a été élevé, en 1982, au statut de cirque national.
La même année, il est le cofondateur avec Silvia Monfort de la première école de cirque en France, l'École au Carré, qui ouvre le 15 octobre 1974.
En 1981, il obtient le grand prix national du cirque, décerné par le ministère de la Culture en France.
Il est également le créateur de la Biennale du cirque à Lyon en 1995.
Le réalisateur de télévision Claude Santelli meurt le 14 décembre 2001, trois mois après un accident survenu sous le chapiteau du cirque national Alexis Grüss en septembre 2001, lors d'une des dernières répétitions de La Flûte enchantée. Une éléphante, Synda, l'attrapa d'un mouvement habituel et joueur par le bas de son manteau de cuir ouvert. N’ayant pas vu le socle de bois sur lequel reposait l'animal (socle le protégeant de l'humidité et du froid), il manque la marche. Sa chute, engendrant une brusque poussée vers le bas, provoque une réaction instinctive de l'éléphante qui tire vers le haut, accentuant de la sorte la violence de la chute.

### Mort
Alexis Grüss meurt à l'âge de 79 ans le 6 avril 2024 au groupe hospitalier Paris Saint-Joseph dans le 14e arrondissement de Paris, des suites d'une crise cardiaque. Il est inhumé dans le caveau familial au cimetière de Sérignan-du-Comtat (Vaucluse).

## Distinctions
- Chevalier de la Légion d'honneur,
- Chevalier de l'ordre des Arts et des Lettres,
- Chevalier dans l’ordre du Mérite agricole,
- Grand prix national du cirque,
- Prix Oscar Carré du cirque à Amsterdam,
- Titulaire du trophée Epona d’or,
- Clown d’or du Festival international du cirque de Monte-Carlo[7].
- Ambassadeur du cirque en 2019 par la Fédération mondiale du cirque
- Prix Alphonse-Allais 2020.

## Hommage philatélique
- Un timbre-poste de 0,75 euro représentant Alexis Grüss a été émis le 14 décembre 2005 par la principauté de Monaco pour le 30e Festival international du cirque de Monte-Carlo. Dessiné par l'artiste peintre Nathalie Chabrier, il est imprimé en héliogravure[7].

## Le cirque national Alexis Grüss
Alexis Grüss est le créateur de nombreux spectacles, dont des représentations ont été données hors de la capitale française dans divers pays européens.
Depuis 1994, le cirque national Alexis Grüss s'installe au château de Crochans à Piolenc pendant tout l'été.

### Spectacles
- 1974 : la première du « Cirque à l'ancienne » dans la cour de l'hôtel Salé à Paris, le 25 mai 1974
- de 1975 à 1979 : les créations ne portent pas de titre. En 1976, le chapiteau est installé sur le parvis du centre Georges-Pompidou à Paris.
- 1980 : Le Cirque commence à cheval
- 1984 : Hommage aux banquistes
- 1985 : Paris-Pékin
- 1986 : De Lautrec à Picasso
- 1987 : La Merveilleuse histoire du cirque
- 1988 : 1789-1989
- 1989 : Le Cirque et la chanson française
- 1990 : Paris-Varsovie
- 1991 : Vénerie et clownerie
- 1992 : Génération Grüss
- 1993 : 20 ans déjà
- 1994 : Instants de cirque
- 1995 : Le Cirque fait son cinéma
- 1996 : L'Héritage du savoir-fer
- 1997 : Circassiens
- 1998 : Traits, nobles et banquistes
- 1999 : Viens voir les équestriens
- 2000 : Impulsion
- 2001 : Impulsion 2
- 2002 : Cheval et Musique sur tous les airs
- 2003 / 2004 : Tel maître tel cirque
- 2005 : Impressions sur la sciure
- 2006 : Allegro Sportissimo
- 2007 : Orchestra
- 2008 : Gipsy
- 2009 : Pampa
- 2010 : Melody
- 2011 : Empreintes
- 2012 : Ellipse
- 2013 : Silvia
- 2014 / 2015 : Pégase et Icare
- 2016 / 2017 : Quintessence
- 2018 / 2019 : Origines
- 2019 / 2020 : Les Folies Gruss
- 2020 / 2021 : Les Folies Gruss (Nouveau spectacle)

### Représentations à l'étranger
- 1978 : au Festival d'automne de Berlin (Allemagne)
- 1981 : à la Biennale du théâtre de Venise (Italie)
- 1984 : à Furuvik (Suède)
- 1986 : au Circus Krone Bau de Munich (Allemagne)
- 1989 : au Festival d'Avignon
- 1997 : au Cirque Royal de Bruxelles

## Filmographie
Alexis Grüss a aussi participé au film de Claude Lelouch Itinéraire d'un enfant gâté (1988).

## Publications
- 2017 :  Ex Ducere, avec Firmin Gruss, Éditions universitaires d'Avignon, collection Entre-Vues.
- 2018 :  Se Ducere, avec Firmin Gruss, Éditions universitaires d'Avignon, collection Entre-Vues.
- 2022 : Le dictionnaire de la vie, éditions Calmann-Lévy, collection Kero[9].